# スリュムヘイム
スリュムヘイム（トリルハイムとも。古ノルド語: Þrymheimr）とは、北欧神話に登場する巨人スィアチの館である。その名前は「轟く家」("crash-home")、「雷の鳴る家」("Thunder Home")、「騒がしい家」("noisy-home")を意味する。
スリュムヘイムはヨトゥンヘイムの山合いにあった。スィアチが雷神トールに倒された後は、娘のスカジが一人で暮らしていたようである。『古エッダ』の『グリームニルの言葉』において神々の住居が列挙されるが、このスリュムヘイムは6番目に挙げられ、そこでスカジは「神々の麗しい花嫁」と呼ばれる。
『スノッリのエッダ』第一部『ギュルヴィたぶらかし』第23章によれば、スカジは海神ニョルズと結婚したが、彼女はスリュムヘイムに住みたいと言った。しかしニョルズは自分の館ノーアトゥーンで暮らしたいと言った。そこで2人は7日ずつ交互に互いの館で暮らすことにした。しかしノーアトゥーンは港にあったため、スカジは海鳥の声がうるさくて眠れなかった。ニョルズはスリュムヘイムで暮らす間、狼の遠吠えが我慢ならなかった。2人は離婚し、スカジはスリュムヘイムでまた暮らすようになった。
一説には、弓の神ウルとスカジが出会って意気投合し、スリュムヘイムで同居するようになったとも言われている。

## 脚注

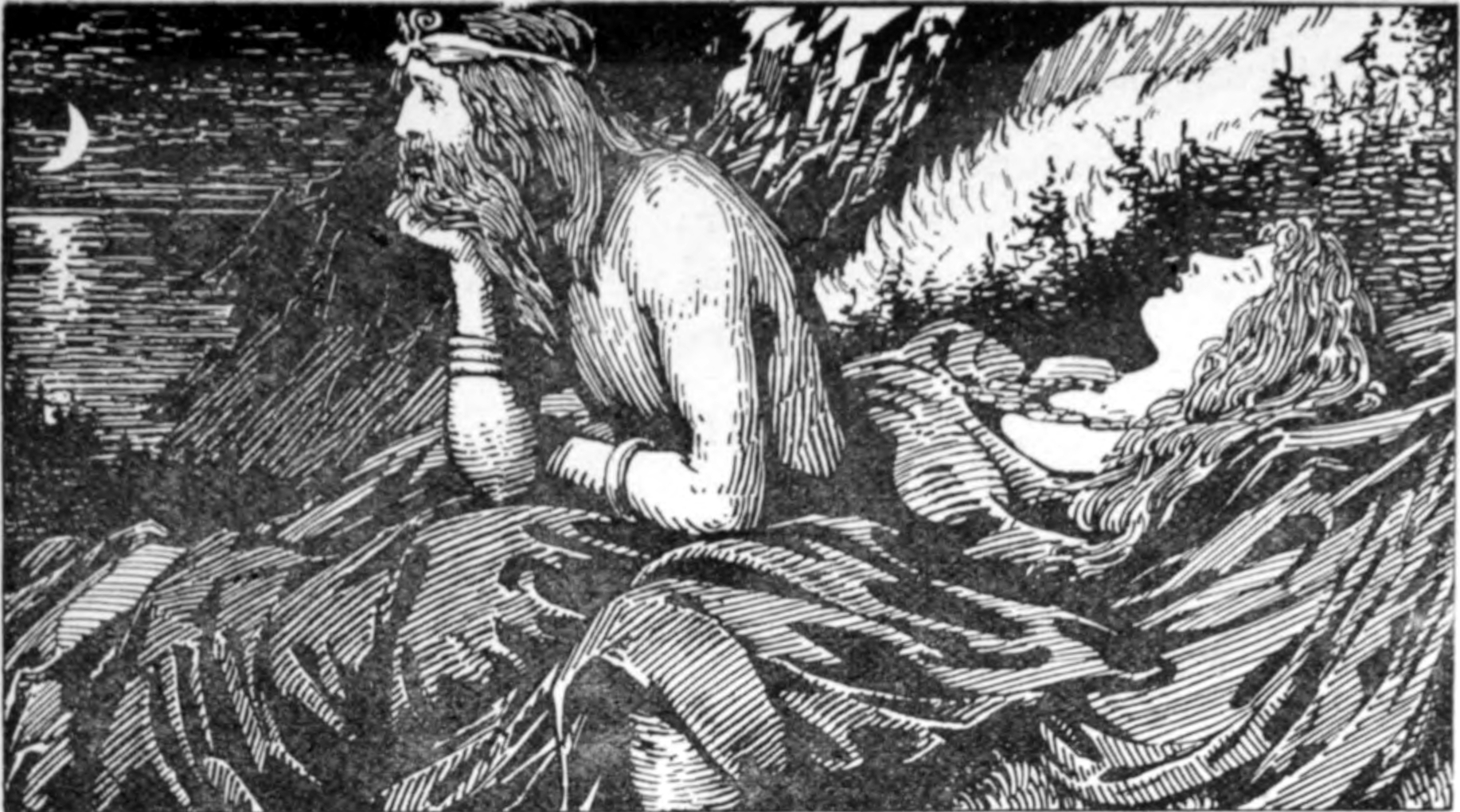
W.G. Collingwoodによって描かれた、スカジとニョルズのスリュムヘイムでの生活。（1908年）